# Zvenella pulchella
Zvenella pulchella är en insektsart som beskrevs av Andrej Vasiljevitj Gorochov 1988. Zvenella pulchella ingår i släktet Zvenella och familjen syrsor. Inga underarter finns listade i Catalogue of Life.